# Большое Шелепино
Большое Шелепино — деревня в Тульской области России. С точки зрения административно-территориального устройства административный центр Шелепинского сельского округа Алексинского района. В плане местного самоуправления входит в состав муниципального образования город Алексин.

## География
Находится в северо-западной части региона, в пределах северо-восточного склона Среднерусской возвышенности, в подзоне широколиственных лесов, при автодороге 70К-003, в 10 км к востоку от Алексина.

### Климат
Климат на территории деревни, как и во всём районе, характеризуется как умеренно континентальный, с ярко выраженными сезонами года. Средняя температура воздуха летнего периода — 16 — 20 °C (абсолютный максимум — 38 °С); зимнего периода — −5 — −12 °C (абсолютный минимум — −46 °С).
Снежный покров держится в среднем 130—145 дней в году.
Среднегодовое количество осадков — 650—730 мм..

## История

### Помещичье владение
В середине 17 в. — пустошь Шелепина, принадлежала Аграфене Федоровне и её пасынку Осипу Фёдоровичу Лодыженским.
Согласно ревизии 1709 г. деревня Шелепино принадлежала стольнику Фёдору Леонтьевичу Лопухину, по ревизии 1745—1748 гг. — его сыну Абраму Фёдоровичу, а по ревизии 1782 г. — жене и сыну последнего.
C первой трети 19 в. крестьяне деревни принадлежали помещику В. Карцову и часто заключали браки с жителями дер. Бизюкино того же помещика. Часть крестьян, которая осталась у прежнего владельца А. В. Лопухина, выделилась в новое селение Малое Шелепино.

### Административное подчинение
В 17 — начале 18 в. Шелепино находилось в составе Конинского стана Алексинского уезда.
С конца 18 в. и по состоянию на 1913 г. — сельцо, относилось к Стрелецкой волости Алексинского уезда. Постепенно стало называться Большим Шелепиным, так как рядом возникло Малое Шелепино.
Было приписано к храму Александра Невского в с. Архангельское (Свинки).
В состав деревни также включено бывшее имение Шелепино помещицы Евгении Александровны Кисловской (матери зоотехника Д. А. Кисловского), от которого пошло и название деревни, а также расположенной южнее деревни Малое Шелепино.

## Население
| 2002 | 2010 |
| ---- | ---- |
| 653  | ↗723 |

### Национальный и гендерный состав
Согласно результатам переписи 2002 года, в национальной структуре населения русские составляли 91 % из 653 чел.. Проживали по 289 мужчин и 364 женщины.

## Инфраструктура
МБОУ Шелепинская СОШ № 27, Шелепинский сельский дом культуры.

## Транспорт
Деревня доступна автотранспортом. Остановка общественного транспорта «Большое Шелепино».